# Dorotea Braniborská
Dorotea Braniborská (1430/1431? – 10. listopadu 1495 Kalundborg) byla královna Kalmarské unie, manželka krále Kryštofa III. a po jeho smrti manželka krále Kristiána I., vévodkyně šlesvicko-holštýnská.

## Biografie

### Původ, mládí
Dorotea byla nejmladší ze tří dcer (jediný syn zemřel při narození) braniborského markraběte Jana, zvaného Alchymista, a jeho manželky vévodkyně Barbary Sasko-Wittenberské; její nejstarší sestra Barbara (1423–1481) byla provdaná vévodkyně milánská a Alžběta (1425–1465) byla provdaná vévodkyně pomořská.

### První sňatek
Poprvé se provdala 12. září roku 1445 v Kodani za Kryštofa III., krále Dánska a Norska od roku 1440 do roku 1448 a Švédska v letech 1441–1448. Již roku 1448 však Kryštof zemřel. Z manželství, jež trvalo jen dva a půl roku, se nenarodily žádné děti. Jako kompenzaci svého vdovství obdržela Dorotea od Královské rady vysoký důchod a rozsáhlé majetky.

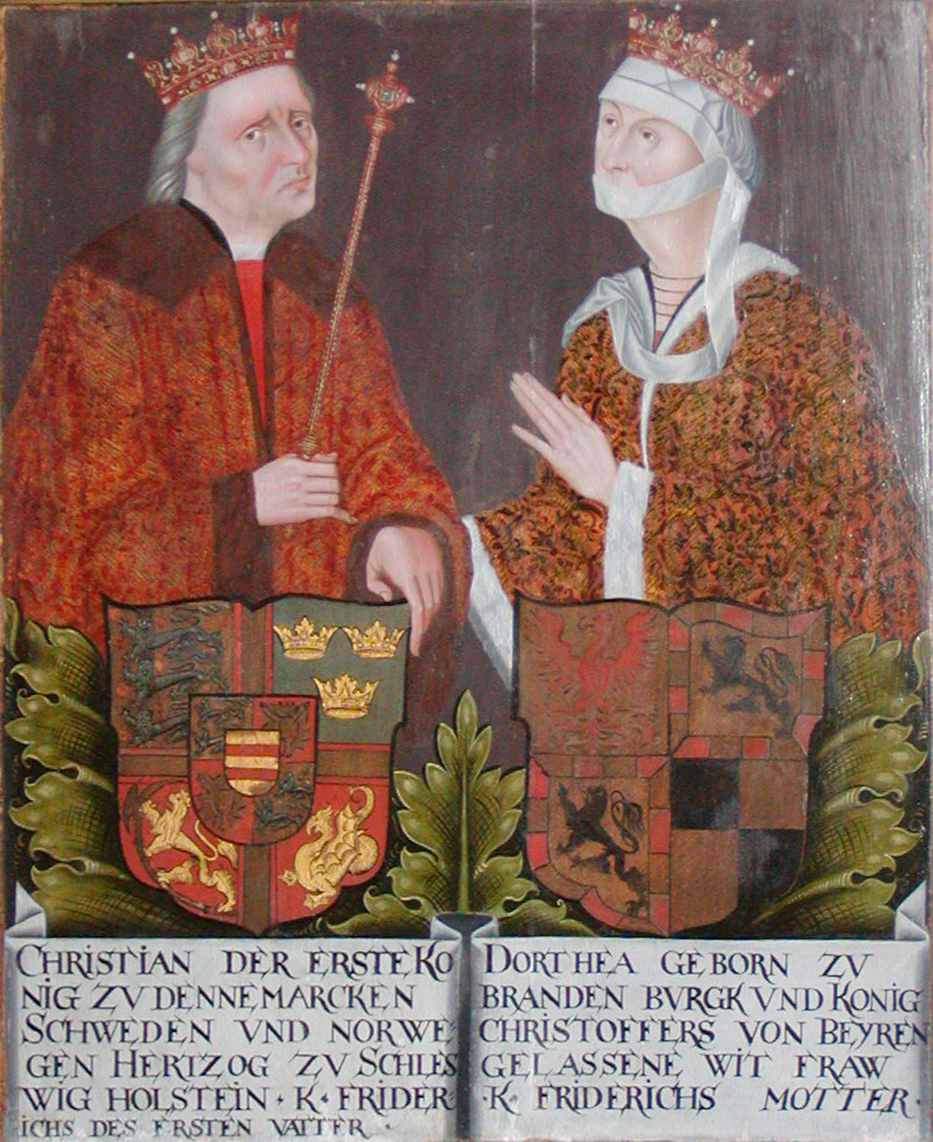
Kristián I. a Dorotea Braniborská. Portrét z 15. století ze zámku Frederiksborg, Dánsko.

### Druhý sňatek
Královská rada se rozhodla hledat nového monarchu a rovněž nového manžela pro mladičkou královnu vdovu (Dorotee bylo necelých osmnáct let). Ucházel se sice o ni polský král Kazimír IV. Jagellonský, z ekonomických důvodů však ke sňatku nedošlo – Dánové se obávali, že by pak museli zaplatit vysoké kompenzace za majetek zůstavený v Dánsku. Proto Doroteu provdali za mladého vévodu Kristiána Oldenburského, synovce zemřelého krále, později známého jako Kristián I. Dánský, jehož se souhlasem Adolfa VIII. Holštýnského Říšská rada vyvolila za nového krále Dánska.
26. října roku 1449 se tedy Dorotea provdala podruhé.

### Potomci
Z tohoto druhého manželství s Kristiánem I. vzešlo pět potomků:
1. Olaf (1450–1451)
2. Knut (1451–1455)
3. Jan (2. února 1455 – 20. února 1513), vévoda šlesvický a holštýnský, král Kalmarská unie, ⚭ 1478 Kristina Saská (24. září 1461 – 8. prosince 1521)
4. Markéta (23. června 1456 – 14. července 1486), ⚭ 1469 Jakub III. Skotský (10. července 1451 – 11. června 1488), král skotský od roku 1460 až do své smrti
5. Frederik (7. října 1471 – 10. dubna 1533), vévoda šlesvický a holštýnský, král dánský a norský od roku 1523 až do své smrti,
⚭ 1502 Anna Braniborská (27. srpna 1487 – 3. května 1514)
⚭ 1518 Žofie Pomořanská (1498–1568)

Uvádí se, že královna se vyznačovala – na rozdíl od svého manžela – rozhodnou povahou, vysokou inteligencí a mimořádnou schopností ve správních a úředních záležitostech, takže jí král mohl pověřit správou rozsáhlých území Dánska a Švédska. Ve Švédsku pozbyla svých majetků za vlády Stena Stureho a Karla VIII.; za této situace hledala podporu papeže, ovšem neúspěšně. V dubnu roku 1474 při návštěvě Říma získala papežovo svolení k založení univerzity v Kodani. Byla velmi šetrná, až skoupá – její dvě cesty do Říma měly tak nízké náklady, že to pro osobu jejího postavení bylo až nevhodné. Před smrtí svého muže zorganizovala splacení obrovského královského dluhu.
Po smrti Kristiána I. v roce 1481 si Dorotea uchovala jistý vliv na vládu země. Král Jan I., její nejstarší syn, ztrácel své pozice a majetky a to vedlo Doroteu, jež získala od Kristiána I. správu vévodství šlesvického a holštýnského, k tomu, že se rozhodla favorizovat svého mladšího syna Frederika a svěřit vládu v těchto vévodstvích oběma synům společně; když později byl Janův syn Kristián II. bez mužských potomků sesazen s trůnu, stal se jeho strýc Frederik po něm králem.
V letech svého vdovství podporovala především františkánský řád v Dánsku, poskytnuvši prostředky ke stavbě kláštera; uskutečnila pouť do Říma, kde se setkala s papežem.
Své poslední roky strávila na svých majetcích v Kalundborgu, kde zemřela 10. listopadu roku 1495. Je pohřbena v katedrále v Roskilde, místě posledního odpočinku dánských králů, po boku svého druhého manžela, krále Kristiána I.